# Veľký Biel
Veľký Biel (in ungherese Magyarbél) è un comune della Slovacchia facente parte del distretto di Senec, nella regione di Bratislava.